# Lil Busso
Lil Busso, pseudonimo di Nicola Bussolari (Bologna, 18 luglio 1999), è un rapper italiano.

## Carriera
Si approccia al mondo della musica a 17 anni, quando era a Los Angeles.
Nel 2018 pubblica il suo singolo di debutto Minore di 3 prodotto da Mr.Monkey; prosegue poi con i singoli Il mio plug è fiero di me e Trap Girl prodotti sempre da Mr.Monkey. Prosegue nel 2019 con i singoli Nada, Dirty, Mood, 1€/secondo (in collaborazione con Tredici Pietro) e Ragazzi in fila tutti prodotti da Mr.Monkey.
Nel febbraio 2020 pubblica l'EP Ipermetromondo interamente prodotto da Mr.Monkey. Il disco presenta la partecipazione di Kvnekii del duo Psicologi e di Tredici Pietro; il 3 giugno successivo pubblica il singolo Sconosciuta.
Nel febbraio 2021 pubblica il singolo Cosa è giusto prodotto da Daves The Kid, che è il primo estratto dal primo album Sbagli di proposito che segna la partecipazione di DrefGold, Tredici Pietro, gli Psicologi e di Daves The Kid; è stato pubblicato il 3 giugno seguente; il 20 maggio 2022 pubblica il singolo Consumazione personale prodotto da Sedd. Il 2022 prosegue con l'uscita di Bugie e Ho perso la testa.
Il 28 ottobre 2022 partecipa al singolo di Tredici Pietro, Why U Naked?, primo estratto dal loro joint album Lovesick. Il 18 novembre successivo rilasciano 2€/ secondo, secondo estratto. L'album esce il 2 dicembre e conta due collaborazioni (Diss Gacha e VillaBanks) e due brani inediti presenti solo nell'edizione fisica, Piccolosegreto e Outro.

## Influenze musicali
Le sue influenze musicali sono artisti come Lil Uzi Vert, Migos, 21 Savage, Lil Yachty come conferma il rapper nella descrizione del suo profilo Spotify.

## Discografia

### Album
- 2021 –  Sbagli di proposito
- 2022 – Lovesick (con Tredici Pietro)

### EP
- 2020 – Ipermetromondo

### Singoli
- 2018 – Minore di 3
- 2018 – Il mio plug è fiero di me
- 2018 – Trap Girl
- 2019 – Nada
- 2019 – Dirty
- 2019 – Mood
- 2019 – 1€/secondo (feat. Tredici Pietro)
- 2019 – Ragazzi in fila
- 2020 – Sconosciuta
- 2021 – Cosa è giusto
- 2022 – Consumazione personale
- 2022 – Bugie
- 2022 – Ho perso la testa
- 2022 – Why U Naked? (con Tredici Pietro)
- 2022 – 2€/secondo (con Tredici Pietro)
- 2022 – È vero (con Tredici Pietro)
- 2023 – Bro + Bro (con Tredici Pietro)
- 2023 – Velenosa (con Tredici Pietro)
- 2024 – XXL
- 2024 – Rey Mysterio (con Paolo Santo)